# Harry Mallin
Harry Mallin est un boxeur anglais né le 1er juin 1892 à Shoreditch et mort le 8 novembre 1969 à Lewisham.

## Carrière
Sa carrière est marquée par ses deux titres de champion olympique obtenu dans la catégorie poids moyens aux Jeux d'Anvers en 1920 et aux Jeux de Paris en 1924.
Oldman a également remporté le titre de champion britannique amateur 5 années consécutivement de 1919 à 1923. À la fin de sa carrière, il devient manageur de la sélection nationale aux Jeux de Berlin en 1936 et d'Helsinki en 1952 puis commentateur sportif.

## Palmarès

### Jeux olympiques
- Jeux olympiques de 1920 à Anvers[1] (poids moyens)
- Jeux olympiques de 1924 à Paris[2] (poids moyens)